# الإلهاميون

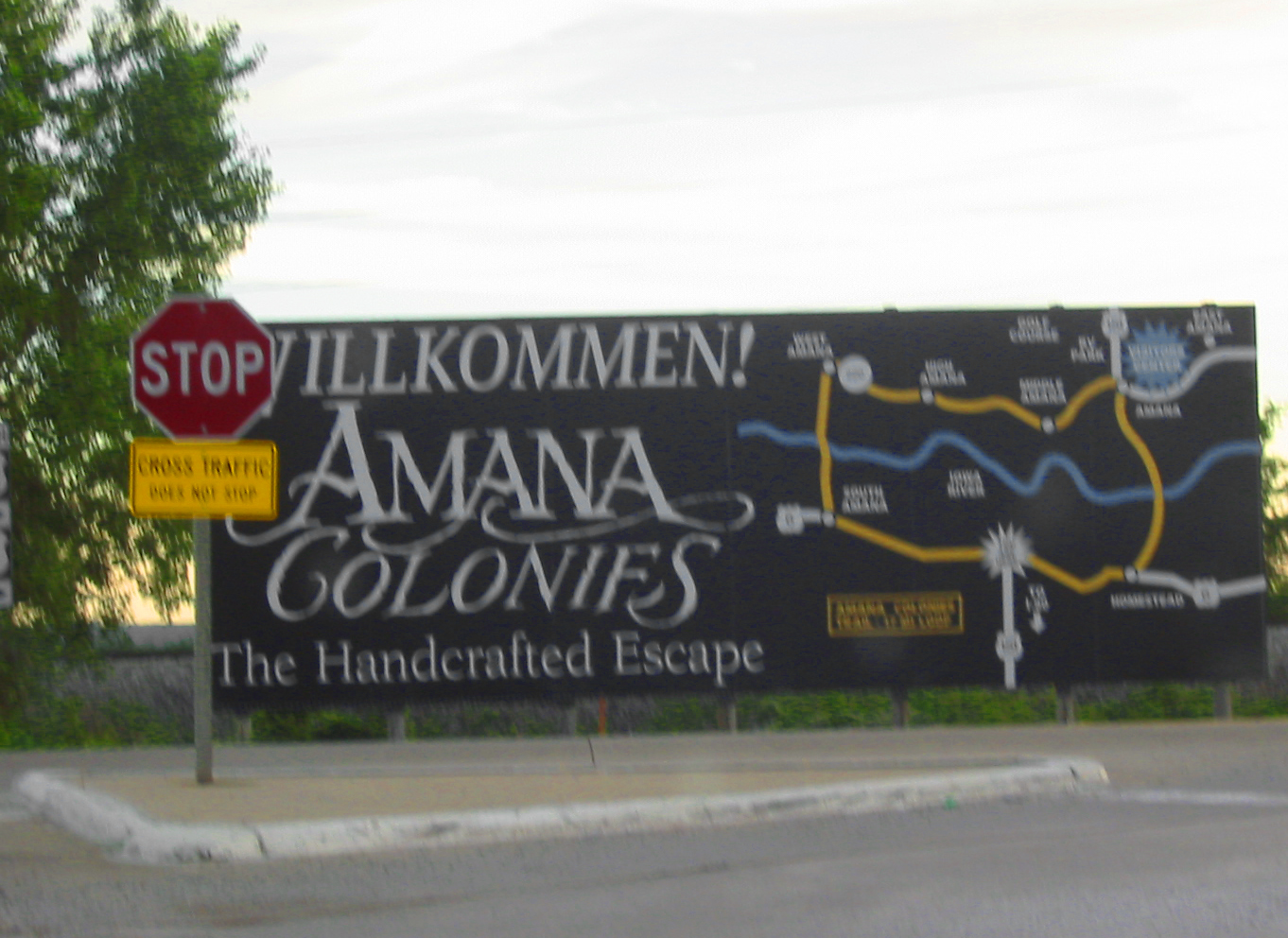

الإلهاميون (وتسمى جماعتهم بجمعية الإلهام الحقيقي وجمعية كنيسة أمانا) كانوا مجموعة من الألمان والسويسريين والنمساويين من خلفيات اجتماعية-اقتصادية استقروا في ويست سينيكا (نيويورك) في أوائل القرن الثامن عشر بعد شراء أرض من منطقة اختصاصية للهنود الحمر. انتقلوا بعد ذلك إلى أمانا (آيوا)، عندما أصبحوا غير راضين عن احتقان مقاطعة إيري ونمو بوفالو (نيويورك).
عرفت هذه الجماعة لأول مرة في غرب نيويورك باسم جمعية ابينيزر، وكانت طائفة دينية تعود جذورها إلى هيس في ألمانيا. أصبحت الحركة شعبية في أوائل القرن التاسع عشر باعتبارها واحدة من العديد من الحركات المناهضة للكنيسة اللوثرية. ويقال أن مؤسسي هذه الجماعة هما لودفيغ ايرهارد غروبر ويوهان فريدريش روك. ممارستهم للتعاليم الدينية بما في ذلك تجنبهم الخدمة العسكرية، ورفضهم للقسم، أبقتهم في صراع مع السلطات الألمانية. واصل دينهم في النمو حتى وفاة غروبر وروك. لم تستفق هذه المجموعة حتى أثارها مايكل كروسرت الذي بشر بإحيائها وحصل على الكثير من الدعم.
كان عدد الأعضاء 1534 في سنة 1925، وأصبح العدد أكثر من ألف في أواخر الثمانينات. وقد أُدرجت هذه الجمعية تحت اسم (مسكن جمعية الإلهام الحقيقي) في السجل الوطني للأماكن التاريخية في عام 2013.

## أعضاء بارزين
- باربرا هينمان لاندمان.
- كريستيان ميتز.